# Lambert Haiböck
Lambert Haiböck (* 7. Juli 1905 in Wien, Österreich-Ungarn; † 25. November 1976 daselbst) war ein österreichischer Autor, Journalist und Direktor der Österreichischen Staatsdruckerei.

## Leben
Lambert Haiböck wurde am 7. Juli 1905 in Wien als Sohn des Kanzleirats des k.k. Postsparcassen-Amts Lambert Haiböck und der Anna Aschenbrenner geboren. Nach Ablegung der Reifeprüfung am Wiener Akademischen Gymnasium am 4. Juni 1924 studierte er 1924 bis 1929 an der philosophischen Fakultät der Universität Wien Geschichte, ohne zunächst sein Studium abzuschließen (erst wesentlich später, und zwar im Jahr 1953, promovierte er an der Universität Wien zum Dr. phil.). In Wien arbeitete er im Jahr 1928 zunächst als Bibliothekar am Historischen Seminar der Universität Wien. Die Jahre 1929 bis 1933 verbrachte Haiböck nach eigenen Angaben als freier Journalist. In den 1930er-Jahren gehörte er dem Akademischen Verein deutscher Historiker, der Studentenverbindung Austro Germania, dem Christlichen Verein Innere Stadt und dem Christlichen Volksverein an. Seit Sommer 1933 war er Mitglied der Vaterländischen Front. 1933 wurde er Sekretär beim Obmann der Christlichsozialen Partei, Emmerich Czermak. Von Anfang Jänner bis Ende Juni 1935 war er ständiger Mitarbeiter bei der Wiener Zeitung. Am 1. Juli 1935 trat er sodann als vertraglich aufgenommener Redakteur in die Dienste der Wiener Zeitung. Ab 1936 war Haiböck illegal für die NSDAP tätig. Gleichzeitig hielt er enge Kontakte zum Klerus, insbesondere zu den Dominikanern.
Im August 1938 wurde Haiböck zum „Hauptschriftleiter“ der „Wiener Zeitung“ ernannt. Als solcher hatte er jedoch nur noch deren Liquidierung abzuwickeln. Dies war ihm anlässlich der Amtsübernahme im Wiener Gaupresseamt auch deutlich mitgeteilt worden. Im Februar 1939 wurde der redaktionelle Teil der Wiener Zeitung eingestellt, woraufhin Haiböck aus dem Dienst schied. Ob die „Wiener Zeitung“ von August 1938 bis zur Einstellung des redaktionellen Teils im Februar 1939 auf nationalsozialistisch-gemäßigtem Kurs gehalten wurde, wie es Haiböck im Rückblick 1953 darstellte, bedarf laut dem 2013 von den Kommunikationswissenschaftlern Fritz Hausjell und Wolfgang Duchkowitsch veröffentlichten Artikel „Mit Würde den Zwingsherren begegnet“? noch der genaueren Erforschung. Gerald Gneist, der sich in seiner 2003 vorgelegten historischen Dissertation „Die Staatsdruckerei zwischen 1938 und 1945“ eingehend mit der Person Lambert Haiböck befasste, bescheinigt ihm, dass dieser innerhalb der damals gleichgeschalteten Presse nicht allzu viele schriftleiterische Gestaltungsmöglichkeiten hatte und zu einer Berichterstattung im Sinne der Partei angehalten wurde. Nach dem Attentat von Herschel Grünspan auf den deutschen Botschaftsangehörigen Ernst vom Rath, dessen Ermordung am 7. November 1938 in Paris als Vorwand zum landesweiten Novemberpogrom im Reich diente, habe die Schriftleitung der „Wiener Zeitung“, so Gneist, unter dem damals 33-jährigen Hauptschriftleiter Haiböck indes noch heftiger gegen die Semiten zur Attacke geblasen als der Völkische Beobachter.
Nach seinem Ausscheiden aus der „Wiener Zeitung“ wurde Haiböck von den Nationalsozialisten als Lehrbeauftragter für Presse und Propaganda der Konsularakademie zugewiesen. Sodann bewarb er sich um den Vorstandsposten am zeitungswissenschaftlichen Institut der Universität Wien. Da er zu jenem Zeitpunkt seine Dissertation noch nicht fertiggestellt hatte, zog er die Bewerbung jedoch wieder zurück. Am 9. April 1940 beantragte er seine Aufnahme in die NSDAP. Die Mitgliedskarte, ausgestellt am 1. Dezember 1942 und rückdatiert auf den 1. Mai 1938, wurde ihm jedoch nicht mehr ausgefolgt, weil sich mittlerweile die Geheime Staatspolizei, Staatspolizeistelle Wien, auf seine Spuren geheftet und für ihn ungünstige Informationen gesammelt hatte. Vor allem war seine „pechschwarze“ Vergangenheit bekannt geworden, zudem wurden, wie in der Dissertation von Gneist nachzulesen ist, durch Observationen NS-verleumderische Aussagen Haiböcks bekannt: „Es gebe kein widerlicheres Gesindel als die Nationalen, die sich gegenseitig abkurbeln und: man schwebe dauernd in Gefahr, von hinten erdolcht zu werden, ferner: der Massenmensch sei Trumpf, der mit einer brutalen, preussischen Geistlosigkeit eigene selbständige Leistungen vernichte (...).“ All dies ließ ihn der NSDAP gegenüber feindlich eingestellt erscheinen, weshalb die Mitgliedschaft satzungsgemäß nicht in Kraft trat und die Mitgliedsnummer 6 390 183 gelöscht wurde. Der Versuch, Haiböck nun zur Militärdienstleistung heranzuziehen, scheiterte, weil es ihm gelungen war, wegen schwerer Erkrankung vorübergehend aus der Wehrmacht entlassen zu werden (es handelte sich um eine chronische Gelenksentzündung an Fingern und Zehen). Auf Betreiben von Reichsleiter Martin Bormann wurde Haiböck im Jahr 1943 schließlich als stellvertretender Leiter der Konsularakademie entlassen. Anschließend wurde er dem Wiener Arbeitsamt als Bauarbeiter zugewiesen.
Dass Haiböck, wie er selbst angegeben hatte, am 15. Jänner 1944 von der Universität Berlin den Grad eines Doktors verliehen bekommen habe, entspricht nicht den Tatsachen. Er war in dieser Hinsicht, was eindeutig feststeht, ein Hochstapler, denn wie die Geheime Staatspolizei, Staatspolizeistelle Wien, ermittelt hatte, gab sich „Genannter (...) mit Vorliebe als Dr. aus, hat jedoch diesen Grad nie erworben“. Fest steht, dass erst Jahre danach, nämlich am 14. Juli 1953, seine Dissertation „Die Wiener Jahrbücher der Literatur 1818–1849. Ein Aufriß“ an der Universität Wien approbiert wurde.
Observierungen durch den Sicherheitsdienst und die Gestapo ergaben, dass Haiböck 1944 von Wien aus zum Klerus in Pressburg enge Verbindungen unterhielt. Er wurde verdächtigt, Kurierdienst für den Wiener Kardinal Theodor Innitzer zu leisten. Gleichzeitig pflegte Haiböck subversive Kontakte zum deutschen Oberst Herbert Körner, Chef des Generalstabs, Luftgaukommando XVII. Nach einer Erklärung von Walburga Hedl, die sie nach Kriegsende am 21. August 1945 abgab, standen die beiden Männer in Verbindung und bereiteten eine Aktion zur Verkürzung der Kämpfe um Wien vor. Nach Kriegsende wurde Haiböck von Arthur Millet, dem Polizeichef der russischen Kommandantur Innere Stadt, attestiert, dass er sich während des Kampfs um Wien auf dem Stephansplatz durch eine rote Armbinde als Widerstandskämpfer erkennbar gemacht hatte und noch während der Kämpfe den Russen Informationen zukommen ließ.
Im Herbst 1945 wurde Haiböck wegen seiner politischen Vergangenheit bei der Staatsanwaltschaft angezeigt, und zwar wegen § 2 Kriegsverbrechergesetz (Grund: Tätigkeit als Presseleiter in einer Ortsgruppe) und § 8 Verbotsgesetz (Grund: seit 1938 war er Parteianwärter und hatte sich nicht registrieren lassen). Durch diverse Beglaubigungsschreiben war es Haiböck jedoch gelungen sich zu rehabilitieren.
1945 wurde Haiböck Leiter der Konsularakademie und Direktor der Katholischen Pressezentrale („Kath-Press“) in Wien. Er war in der Nachkriegszeit auch Bezirksvorsteher-Stellvertreter im 1. Wiener Gemeindebezirk als Mandatar der ÖVP. Am 18. April 1947 wurde er Leiter des Presse-Departments im Bundesministerium für Vermögenssicherung und Wirtschaftsplanung. Ab 1. August 1950 wirkte Haiböck in der Österreichischen Staatsdruckerei, und zwar als Leiter des wissenschaftlichen und kommerziellen Dienstes. 1956 wurde er – bei gleichzeitiger Verleihung des Direktorentitels – zu deren Verlagsleiter bestellt. Am 13. Dezember 1970 trat er in den Ruhestand. 1964/65 hatte er auch einen Lehrauftrag an der philosophischen Fakultät der Universität Wien zur „Geschichte und Praxis des Verlagswesens“ übernommen.
Haiböck veröffentlichte etliche Romane sowie Kunstmonographien und Ausstellungskataloge. Er galt als Experte auf dem Gebiet der Malerei und hatte in der Österreichischen Staatsdruckerei Kunstausstellungen organisiert, die in einem Zeitraum von eineinhalb Jahren von mehr als 200.000 Besuchern frequentiert wurden. In der Zweiten Republik erhielt Haiböck eine Reihe von hochrangigen Auszeichnungen.

## Funktionen
- Vorstandsmitglied der Künstlerischen Volkshochschule Wien[2]
- Vorstandsmitglied der Wiener Cossmann-Gesellschaft[2]
- Vizepräsident der Vereinigung „Die Brücke“[2]

## Auszeichnungen und Ehrungen
- 1952: Berufstitel Professor[2]
- 1956: Verleihung des Funktionstitels „Direktor“ bei der Österreichischen Staatsdruckerei[27]
- 1960: Goldenes Ehrenzeichen für Verdienste um die Republik Österreich[2]
- 1963: Ritterkreuz 1. Klasse des dänischen Dannebrogordens[28]
- 1965: Ehrenmedaille der Bundeshauptstadt Wien in Silber[28]
- 1966: Kommandeurkreuz des italienischen Verdienstordens[28]

## Schriften (Auswahl)
- In den Zeiten, 1952.
- Die Wiener Jahrbücher der Literatur 1818–1849. Ein Aufriß. Universität Wien, Dissertation, Wien 1953.
- Fast ein Märchen, 1953.
- Flammen über dem Prater, 1954.
- Die Staatsdruckerei von 1904 bis 1954. In: Ferdinand Reiter (Hrsg.): 150 Jahre Österreichische Staatsdruckerei. Beilage zur Wiener Zeitung, Österreichische Staatsdruckerei, Wien 1954, S. 11–20.
- Sonderpostmarke anlässlich des 150jährigen Bestandes der Österreichischen Staatsdruckerei und des 250jährigen Jubiläums der „Wiener Zeitung“. Österreichische Staatsdruckerei, Wien 1954.
- Der Maler Carry Hauser. Österreichische Staatsdruckerei, Wien 1960.
- Malerei und Graphik – Peppino Wieternik. Ausstellungskatalog, Österreichische Staatsdruckerei, Wien 1960.
- Der Protest des Joel Taffy. Zebisch, Düsseldorf 1962.
- mit Walter Koschatzky: Ansichten aus Österreich. 50 Landschaftsbilder aus der Albertina. Österreichische Staatsdruckerei, Wien 1970.